# Бжегское княжество
Бжегское княжество (иначе герцогство Бриг) (пол. Księstwo brzeskie чеш. Knížectví Břežské нем. Herzogtum Brieg) - одно из княжеств Силезии. Его столицей был Бжег.

## История
Княжество было создано в 1311 году в результате раздела Легницкого княжества между сыновьями князя Генриха V Брюхатого. Бжегское княжество досталось Болеславу III Расточителю, объявившему в 1329 году себя вассалом короля Чехии Иоанна. После смерти Болеслава III в 1352 году на протяжении шести лет княжеством управляла его вдова Екатерина Хорватская.

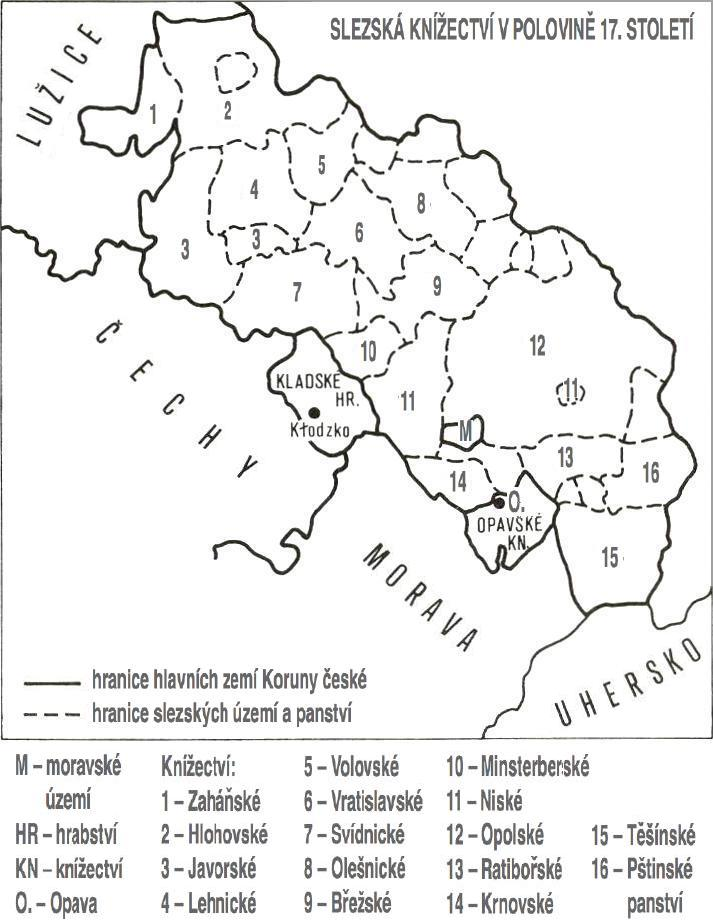
Бжегское княжество (№9) в Силезии XVII века

Сыновья Болеслава III Вацлав I Легницкий и Людвик I Бжегский ко времени смерти мачехи на протяжении почти шести лет вели  гражданскую войну, периодически прерывавшейся попытками посредничества со стороны князя Конрада I Олесницкого, епископа вроцлавского Пшецлава из Погожеля и германского императора Карла IV Люксембургского. Вацлав I, как старший из братьев, в 1358 году завладел Бжегом, но в том же году был вынужден  поделиться им с братом. Одновременно свою половину княжества  вместе с городами Бычина и Ключборк Вацлав I продал князю Свидницкому Болеславу II Малому.
Разделение Бжегского княжество просуществовало до 1368 года, когда умер Болеслав II Малый. Людвик I Бжегский выкупил Бычина и Ключборк и снова объединил княжество. В 1419 году его внук Людвик II Бжегский объединил под своей властью Бжегское и Легницкое княжества. В 1443 году произошёл их новый раздел, когда вдова Людвика II Елизавета Бранденбургская была вынуждена уступить Бжегское княжество внукам брата Людвика II Иоганну I Любинскому и Генриху X Хойнувскому, а Легницкое княжество после смерти Елизаветы в 1449 году отошло к Чехии.
В 1459 году из-за финансовых затруднений братья Иоганн I Любинский и Генрих X Хойнувский продали Бжегское княжество своему дяде по материнской линии Николаю I Опольскому. Сыновья Николая I Ян II Добрый и Николай II Немодлинский владели Бжегом до 1481 года, когда они были вынуждены продать его Фридриху I Легницкому. Но новое объединение Бжега и Легницы просуществовало только до смерти Фридриха I в 1488 году, когда их пути снова разошлись: сыновья Фридриха I унаследовали Легницу, а Бжегское княжество он завещал своей жене Людмиле из Подебрад в качестве вдовьего удела.
Сыновья Людмилы Фридрих II Легницкий и Георг I Бжегский после смерти матери на протяжении двух лет совместно управляли Легницко-Бжегским княжеством, после чего снова его разделили. Бжег достался Георгу, не имевшему детей, и в 1521 году княжество отошло к его брату. В 1547 году его сыновья снова разделили княжество. Следующий период отдельного существования Бжегского княжества продолжался до 1596 года, когда князь Иоахим Фридрих Бжегский унаследовал Легницкое княжество.

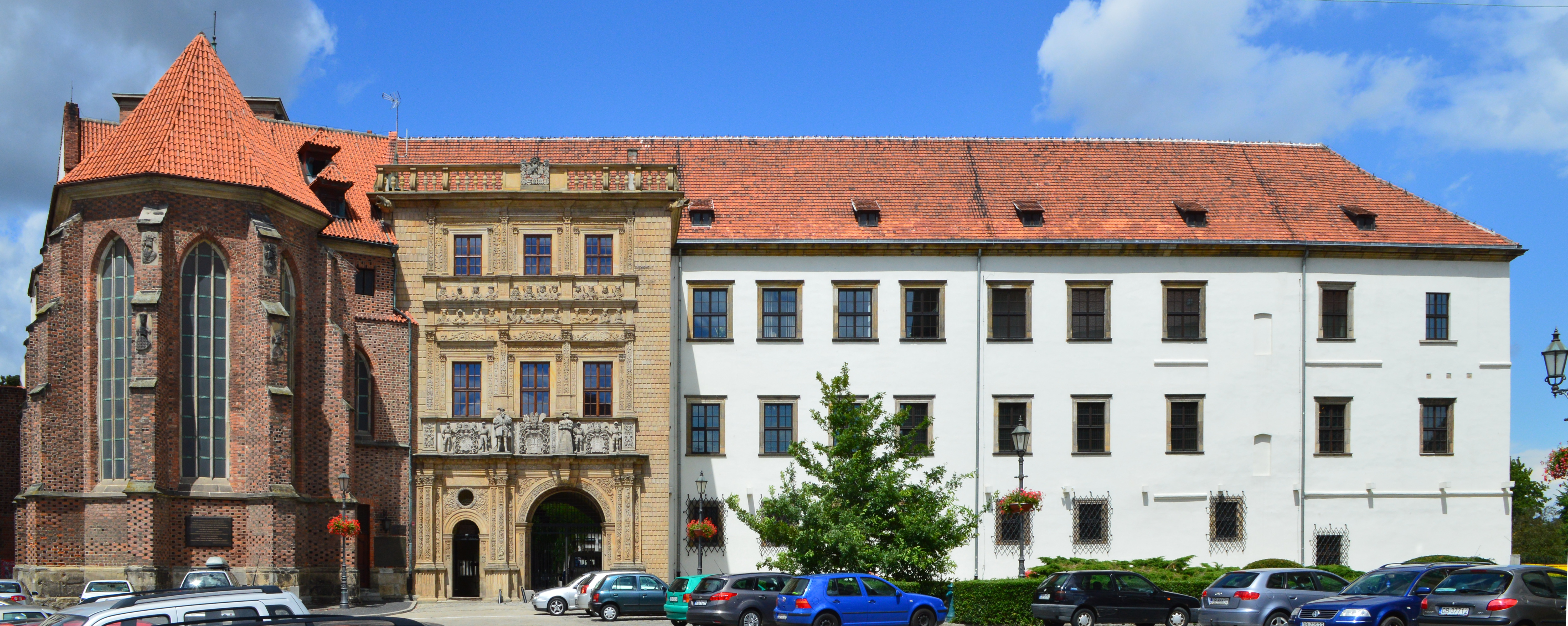
Княжеский замок в Бжеге

Малолетние сыновья Иоахима Фридриха Иоганн Кристиан Бжегский и Георг Рудольф Легницкий до 1612 года совместно управляли в Легницко-Бжегском княжестве до совершеннолетия младшего из братьев, после чего разделили его. Бжег достался Иоганну Кристиану, а после его смерти в 1639 году – трем его сыновьям. В 1653 году скончался их бездетный дядя Георг Рудольф, и через год братья, как и их предшественники, разделили свои владения. Георг III Бжегский правил в Бжеге до 1664 году, после чего его младший брат Кристиан Бжегский окончательно объединил два княжества.
Наряду с Легницким княжеством, Бжегское было последним суверенным владением в Силезии. После смерти в 1675 году сына Кристиана Георга Вильгельма княжество перешло к Габсбургам, как королям Чехии.
В 1537 году князь Фридрих II Легницкий заключил договор о наследовании своих владений курфюрстом бранденбургским Иоахимом II, но Фердинанд I Габсбургский, как король Чехии, в 1546 году объявил этот договор недействительным. Правители Бранденбурга (а после Пруссии), опираясь на это завещание, оспаривали право Габсбургов на Легницко-Бжегское княжество. Фридрих II использовал этот аргумент для своих действий во время Первой Силезской войны, в ходе которой Пруссия получила всю Силезию.

## Князья Бжега
| #                    | Портрет              | Имя (годы жизни)                                                  | Родители                                      | Годы правления | Примечания |
| -------------------- | -------------------- | ----------------------------------------------------------------- | --------------------------------------------- | -------------- | --- |
| 1                    |                      | Болеслав III Расточитель (23 сентября 1291 — 21 апреля 1352)      | Генрих V Брюхатый Елизавета Калишская         | 1311-1352      | князь Вроцлавский (с 1296 по 1311 год), князь Глогувский (с 1306 по 1307 год), князь Опавский (с 1308 по 1311 год), князь Легницкий (с 1296 по 1311 и с 1312 по 1342 годы), князь Намыслувский (с 1323 по 1338 год и в 1342 году) |
| 2                    |                      | Екатерина Хорватская, жена князя Болеслава III (? — 5 марта 1358) | Младен III Шубич Елена Неманич                | 1352-1358      | вдовий удел |
| 3                    |                      | Вацлав I Легницкий (1310/1318 — 2 июня 1364)                      | Болеслав III Расточитель Маркета Пржемысловна | 1358           | князь Легницкий (с 1342 по 1345 и 1346 по 1364 годы), князь Намыслувский (с 1338 по 1342 год), князь Хойнувский (с 1345 по 1346 год), князь Злоторыйский (с 1345 по 1364 год)                                                     |
| Разделение княжества | Разделение княжества | Разделение княжества                                              | Разделение княжества                          | 1358-1368      | |

| # | Половина княжества (Бжег и Олава) Имя (годы жизни) | Годы правления | # | Половина княжества (Бычина и Ключборк) Имя (годы жизни) | Годы правления |
| - | -------------------------------------------------- | -------------- | - | ------------------------------------------------------- | -------------- |
| 4 | Людвик I Бжегский (1313/1321 — 6/23 декабря 1398)  | 1358-1368      | 5 | Болеслав II Малый (1309/1312 — 28 июля 1368)            | 1358-1368      |

| 4                                                                                                   | | Людвик I Бжегский (1313/1321 — 6/23 декабря 1398)                                                     | Болеслав III Расточитель Маркета Пржемысловна                                                       | 1368-1398            | князь Любинский (с 1348 по 1398 год), князь Легницкий (с 1342 по 1346 год), князь Хойнувский (с 1359 по 1398 год) |
| 6                                                                                                   | | Генрих VII Бжегский (1343/1345 — 11 июля 1399)                                                        | Людвик I Бжегский Агнесса Жаганьская                                                                | 1368-1399            | в 1360/1361-1398 годах совместно с отцом Людвиком I Бжегским |
| 7                                                                                                   | | Генрих IX Любинский (ок. 1369 — 9 января 1419/5 апреля 1420)                                          | Генрих VII Бжегский Елена Орламюнде                                                                 | 1399-1400            | князь Любинский (с 1400 по 1419/1420 год), князь Олавский (с 1400 по 1419/1420 год), князь Хойнувский (с 1400 по 1419/1420 год) |
| 8                                                                                                   | | Людвик II Бжегский (1380/1385 — 30 апреля 1436)                                                       | Генрих VII Бжегский Маргарита Мазовецкая                                                            | 1399-1436            | князь Легницкий (с 1413 по 1436 год) |
| 9                                                                                                   | | Елизавета Бранденбургская, жена князя Людвика II Бжегского (1 мая/29 сентября 1403 — 31 октября 1449) | Фридрих I, курфюрст Бранденбургский Елизавета Баварская                                             | 1436-1443            | Вдовий удел |
| 10                                                                                                  | | Иоганн I Любинский (ок. 1425 — после 21 ноября 1453)                                                  | Людвик III Олавский Маргарита Опольская                                                             | 1443-1450            | князь Любинский (с 1441 по 1446 год), князь Хойнувский (с 1441 по 1453 год) |
| 11                                                                                                  | | Николай I Опольский (1422/1424 — 3 июля 1476)                                                         | Болько IV Опольский Маргарита Горицкая                                                              | 1450-1476            | князь Опольский (с 1437 по 1476 год), князь Немодлинский (с 1460 по 1476 год), князь Стшелицкий (с 1460 по 1476 год) |
| 12                                                                                                  | | Людвик Опольский (1450 — ок. 4 сентября 1476)                                                         | Николай I Опольский Магдалена Бжегская                                                              | 1476                 | |
| 13                                                                                                  | | Ян II Добрый (ок. 1460 — 27 марта 1532)                                                               | Николай I Опольский Магдалена Бжегская                                                              | 1476-1481            | князь Опольский (с 1476 по 1521 год), князь Немодлинский (с 1476 по 1521 год), князь Стшелицкий (с 1476 по 1521 год), князь Бытомский (с 1498 по 1521 год), князь Козленский (с 1509 по 1521 год), князь Опольско-Рациборжский (с 1521 по 1532 год) |
| 14                                                                                                  | | Николай II Немодлинский (1460/1465 — 27 июня 1497)                                                    | Николай I Опольский Магдалена Бжегская                                                              | 1476                 | князь Опольский (1476 год), князь Немодлинский (с 1476 по 1497 год), князь Стшелицкий (1476 год) |
| 15                                                                                                  | | Фридрих I Легницкий (3 мая 1446 — 9 мая 1488)                                                         | Иоганн I Любинский Ядвига Легницкая                                                                 | 1481-1488            | князь Олавский (с 1454 по 1488 год), князь Хойнувский (с 1453 по 1488 год), князь Легницкий (с 1454 по 1488 год), князь Любинский (с 1482 по 1488 год)                                                                                              |
| 16                                                                                                  | | Людмила из Подебрад жена князя Фридриха I Легницкого (16 октября 1456 — 20 января 1503)               | Йиржи из Подебрад Йогана из Рожмиталя                                                               | 1488-1503            | Вдовий удел |
| 17                                                                                                  | | Фридрих II Легницкий (12 февраля 1480 — 17 ноября 1547)                                               | Фридрих I Легницкий Людмила из Подебрад                                                             | 1503-1505, 1521-1547 | князь Волувский (с 1523 по 1547 год), князь Зембицкий (с 1542 по 1547 год), князь Легницкий (с 1488 по 1547 год), князь Хойнувский (с 1488 по 1547 год), князь Олавский (с 1503 по 1547 год)                                                        |
| 18                                                                                                  | | Ежи (Георг) I Бжегский (1481/1483 — 30 августа 1521)                                                  | Фридрих I Легницкий Людмила из Подебрад                                                             | 1503-1521            | князь Легницкий (с 1488 по 1505 год), князь Любинский (с 1505 по 1521 год), князь Олавский (с 1503 по 1505 год) |
| 19                                                                                                  | | Георг II Бжегский (18 июля 1523 — 7 мая 1586)                                                         | Фридрих II Легницкий София Бранденбург-Ансбах-Кульмбахская                                          | 1547-1586            | князь Олавский (с 1547 по 1586 год), князь Волувский (с 1547 по 1586 год) |
| 20                                                                                                  | | Барбара Бранденбургская жена князя Георга II Бжегского (10 августа 1527 — 2 января 1595)              | Иоахим II Гектор, курфюрст Бранденбургский Магдалена Саксонская                                     | 1586-1595            | Вдовий удел |
| 21                                                                                                  | | Иоахим Фридрих Бжегский (29 сентября 1550 — 25 марта 1602)                                            | Георг II Бжегский Барбара Бранденбургская                                                           | 1595-1602            | князь Волувский (с 1586 по 1602 год), князь Легницкий (с 1596 по 1602 год), князь Олавский (с 1586 по 1592 и с 1594 по 1602 год) |
| 22                                                                                                  | | Иоганн Кристиан Бжегский (28 августа 1591 — 25 декабря 1639)                                          | Иоахим Фридрих Бжегский Анна Мария Ангальтская                                                      | 1602-1633            | князь Волувский (с 1602 по 1612 год), князь Легницкий (с 1602 по 1612 год), князь Олавский (с 1605 по 1633 год) |
| 23                                                                                                  | | Георг (Ежи) Рудольф Легницкий (22 января 1595 — 14 марта 1653)                                        | Иоахим Фридрих Бжегский Анна Мария Ангальтская                                                      | 1602-1612            | князь Волувский (с 1602 по 1653 год), князь Легницкий (с 1602 по 1653 год) |
| Без князя (Георг III Бжегский как администратор княжества в отсутствие Иоганна Кристиана Бжегского) | Без князя (Георг III Бжегский как администратор княжества в отсутствие Иоганна Кристиана Бжегского) | Без князя (Георг III Бжегский как администратор княжества в отсутствие Иоганна Кристиана Бжегского)   | Без князя (Георг III Бжегский как администратор княжества в отсутствие Иоганна Кристиана Бжегского) | 1633-1639            | |
| 24                                                                                                  | | Георг (Ежи) III Легницкий (4 сентября 1611 — 4 июля 1464)                                             | Иоганн Кристиан Бжегский Доротея Сибилла Бранденбургская                                            | 1639-1664            | князь Волувский (с 1653 по 1654 год), князь Легницкий (с 1653 по 1654 год), князь Олавский (с 1639 по 1654 год) |
| 25                                                                                                  | | Людвик IV Легницкий (19 апреля 1616 — 24 ноября 1663)                                                 | Иоганн Кристиан Бжегский Доротея Сибилла Бранденбургская                                            | 1639-1654            | князь Волувский (с 1653 по 1654 год), князь Легницкий (с 1653 по 1663 год), князь Олавский (с 1639 по 1654 год) |
| 26                                                                                                  | | Кристиан Бжегский (19 апреля 1618 — 28 февраля 1672)                                                  | Иоганн Кристиан Бжегский Доротея Сибилла Бранденбургская                                            | 1639-1654, 1664-1672 | князь Волувский (с 1653 по 1672 год), князь Легницкий (с 1653 по 1654 и с 1663 по 1672 год), князь Олавский (с 1639 по 1672 год) |
| 27                                                                                                  | | Георг (Ежи) Вильгельм (29 сентября 1660 — 21 ноября 1675)                                             | Кристиан Бжегский Луиза Ангальт-Дессауская                                                          | 1672-1675            | князь Легницкий (с 1672 по 1675 год) |
| В 1675 году вошло в состав земель Чешской короны                                                    | | | |                      | |